# Rue Marguerite-de-Rochechouart
La rue Marguerite-de-Rochechouart,, anciennement rue de Rochechouart, est une voie du quartier de Rochechouart du  9e arrondissement de Paris, en France.

## Situation et accès
La rue Marguerite-de-Rochechouart est une voie située dans le 9e arrondissement de Paris. Elle débute au 2, rue Lamartine et 36, rue de Montholon et se termine au 20, rue Gérando et 19, boulevard Marguerite-de-Rochechouart.

## Origine du nom
Cette voie porte le nom de Marguerite de Rochechouart de Montpipeau (1665-1727), abbesse de Montmartre.

## Historique
Cette rue reprend le tracé d'un ancien chemin existant déjà en 1672, le « chemin de la Croix-Cadet à Clignancourt » qui a été ouvert sur des terrains relevant de l'abbaye de Montmartre, tout comme le boulevard Marguerite-de-Rochechouart voisin.
Cette rue fut quasi inhabitée jusqu'au début du XVIIIe siècle, date à laquelle elle commença à être lotie. Elle fut alors connue par ses nombreux cabarets dont certains noms nous renseignent sur les plaisirs qu'on y trouvait (La Fontaine d'Amour, Le Caprice des Dames, Le Berger Galant…).
Jacques Hillairet, historien des rues de Paris, signale qu'il existait, vers 1740, au numéro 28 de la rue, une maison que le propriétaire, un certain Mercier, mettait à la disposition de grands seigneurs ou de dames de la galanterie pour des parties fines.
La voie est nommée « rue de Rochechouart» au début du XVIIIe siècle. Entre 1756 et 1776, elle est appelée « rue des Vinaigriers », avant que ce nom soit attribué à une autre rue.
Le 6 août 1918, durant la première Guerre mondiale, un obus lancé par la Grosse Bertha explose au no 53 « rue de Rochechouart ».
Par délibérations no 169 du Conseil de Paris, en date des  1er, 2, 3 et 4 octobre 2019, la « rue de Rochechouart » devient la rue Marguerite-de-Rochechouart, dans le cadre de la mise en valeur des voies parisiennes portant un nom de femme,.

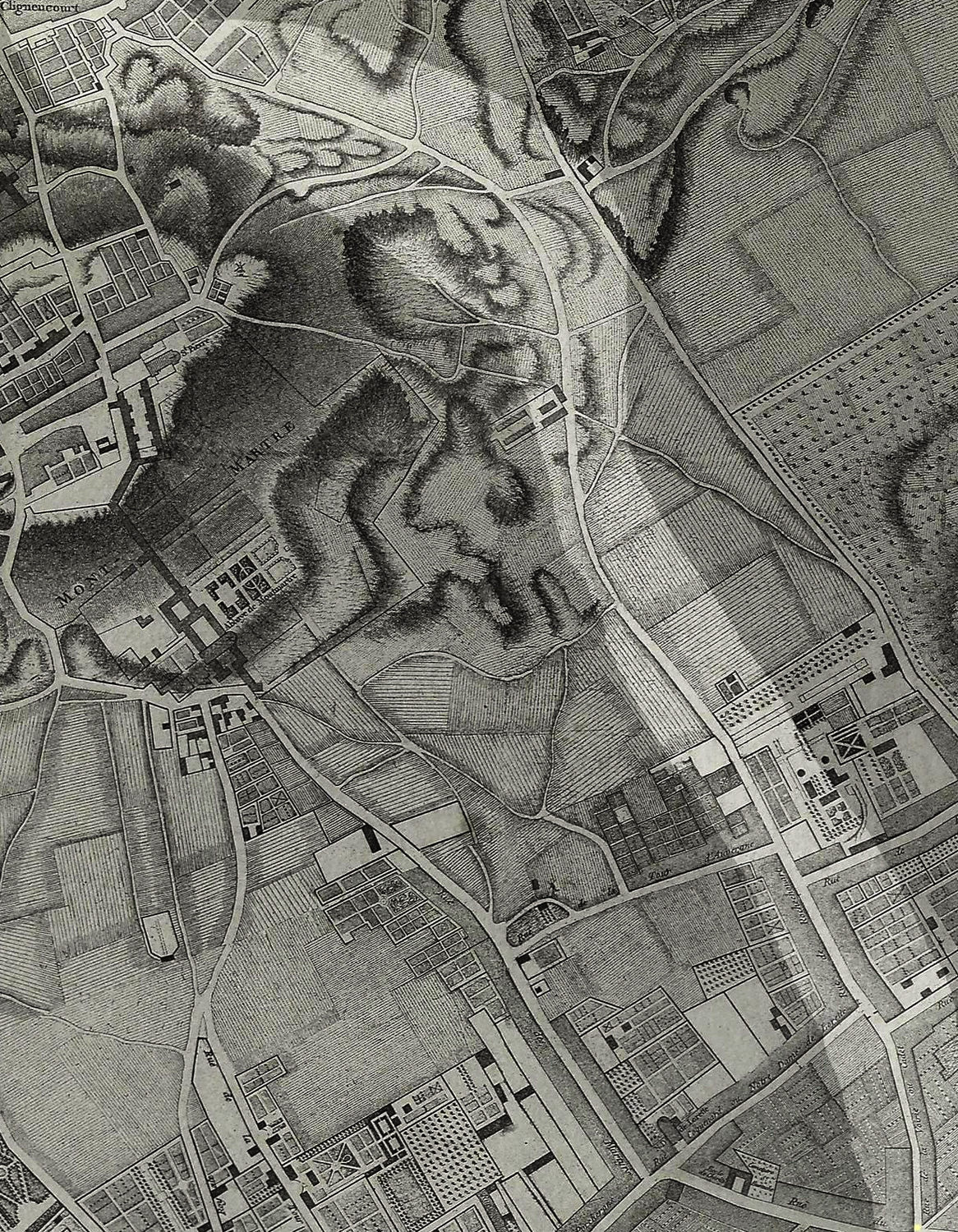
La rue de Rochechouart sur le plan de Jaillot de 1775 ; en haut et à gauche, la butte Montmartre.
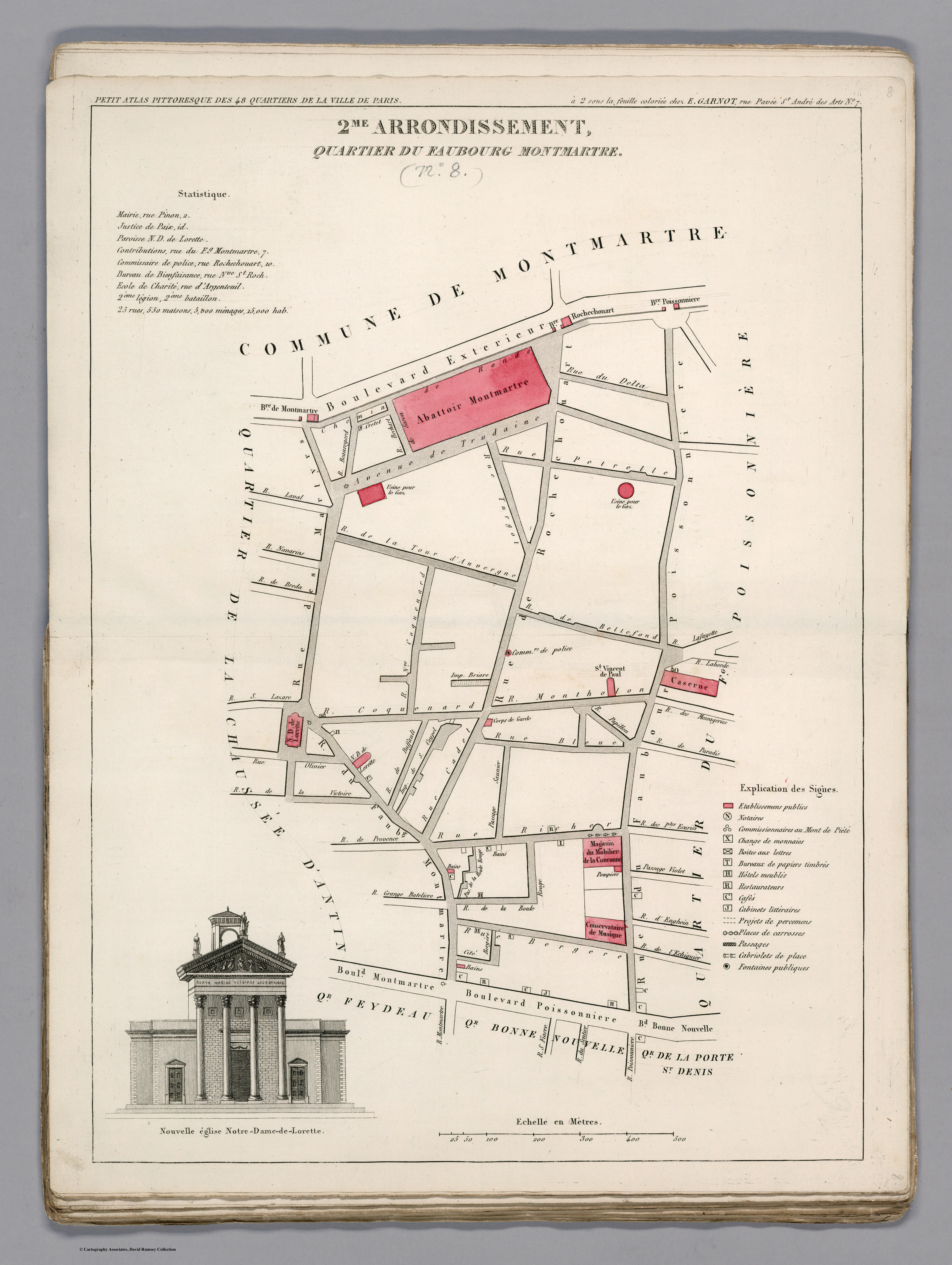
Plan du quartier du Faubourg Montmartre dans l'ancien 2e arrondissement en 1834.

## Bâtiments remarquables et lieux de mémoire

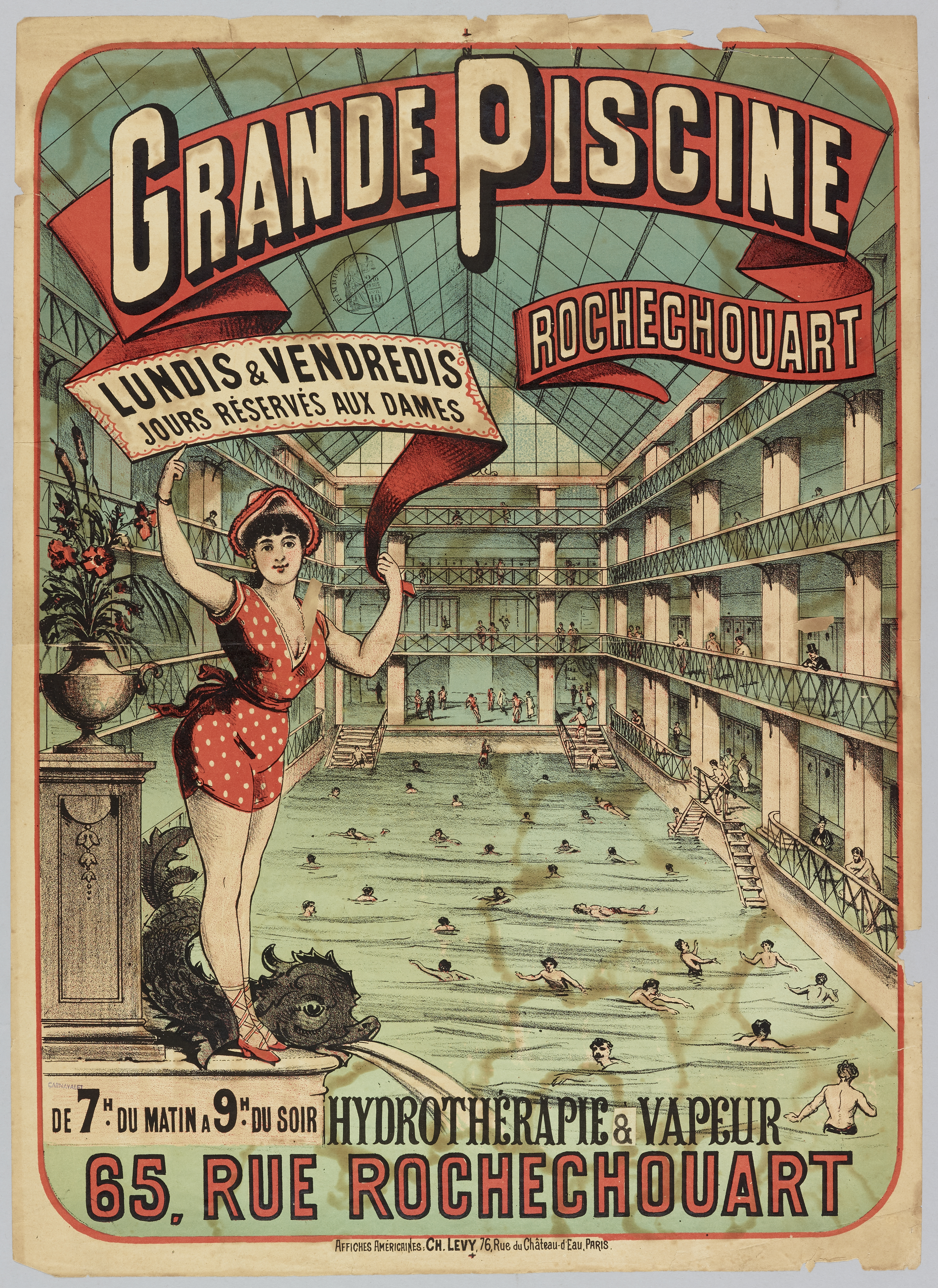
Publicité pour la Grande piscine Rochechouart, au no 65.

- Entre le No 7 et le No 9 : entrée du passage Briare, l'un des plus étroits et plus longs de Paris.
- No 9 : ici se trouvait, pendant la Commune de Paris, le club des Porcherons.
- No 10 : ici se trouvait, au XIXe siècle et début du XXe siècle, l'imprimerie Marcel Picart qui réalisa des affiches pour l'ancienne compagnie des chemins de fer Paris, Lyon, Méditerranée (PLM).
- No 20 : depuis 1974 était localisée ici la plus ancienne boutique de commerce équitable[7] en France (réseau Artisans du monde).
- No 24 : Centre Paul Valeyre comprenant, une bibliothèque, une piscine, un gymnase et plusieurs salles polyvalentes[8].
- No 37 : À la place de cet immeuble moderne, se tenait ici avant 1914, un Bouillon Chartier, salle où se réunissaient le poète Anatole Belval-Delahaye et « Les Loups »[9].
- No 42 : ancienne salle des Fantaisies parisiennes[10]. En 1889, la Deuxième Internationale y tient son congrès, lors duquel ses membres s'accordent sur l'objectif de défendre la journée de huit heures pour les salariés[11].
- No 49 : adresse mentionnée dans les paroles de la chanson Le Film de Polanski, de l'album Raconte-toi, sorti en 1975, de l'auteur-compositeur-interprète Yves Simon : « […] Puis t'es venue / Le même soir / Au 49 / Rue Rochechouart. […] »[12].
- Nos 52-54 : s'y trouvaient à partir de 1860[13] les ateliers Godillot. Ils sont détruits par un incendie le 1er juillet 1895. Son magasin se trouvait 19 boulevard Rochechouart.
- No 54 : s'y trouvait la galerie Henri Bureau qui exposa entre autres les peintres Marcel Leprin (décennie 1920) et Frank-Will (décennie 1930).
- Nos 58-60 : cité Napoléon.
- No 65 : 
  - Emplacement des anciennes usines Godillot, construites en 1854[14],[15],[16] ;
  - sur lesquelles est construite la Grande piscine Rochechouart[17],[18] ;
  - qui devint le cabaret Coliseum avant-guerre[19].
- No 66 : Théâtre Verlaine renommé Théâtre des Arts en 1954. Démoli en 1969.
- No 67 : le sculpteur Joseph Chéret (1838-1894) avait son atelier à cette adresse.
- No 70 : Franck Bail (1858-1924), artiste peintre, avait son atelier dans cette maison.
- No 76 : le 12 avril 1919, c'est à cette adresse que fut arrêté Landru qui vivait maritalement chez sa maîtresse, Fernande Segret.
- No 84 : en 1984, la première boutique d'Artisans du monde y est créée.

### Grande piscine Rochechouart
La Grande piscine Rochechouart est ouverte en 1885 à l'emplacement des anciennes usines Godillot, construites en 1854,, par Joseph Oller.
Cette piscine, chauffée, de 47 m sur 15 m et d'une profondeur maximum de 3,5 m, avait 600 m2 de surface, 500 cabines distribuées en cinq galeries de  1 600 mètres chacune. L'établissement possédait également un gymnase, des salles de sudation à base d'air chaud et de vapeur ainsi que d'autres salles d'hygiène, de repos et d'hydrothérapie. La piscine était alimentée par les eaux de la station élévatrice de la place Saint-Pierre de Montmartre.
Les lundis et vendredis étaient réservés aux femmes et le reste du temps aux hommes. On a dénombré jusqu'à 12 500 baigneurs par an. Il y avait une sortie au 14 rue Turgot.

## Galerie

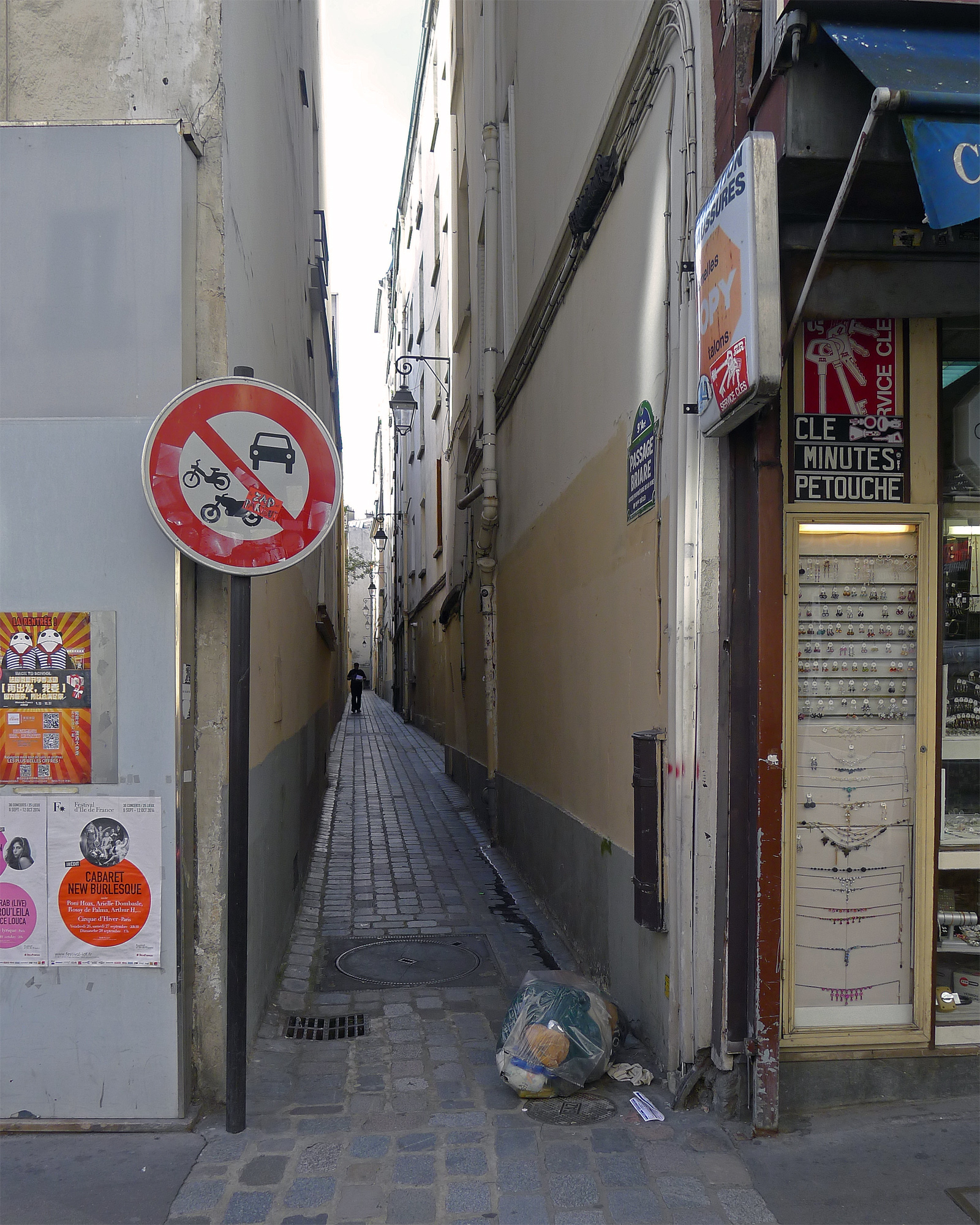
Le passage Briare, vu de la rue Marguerite-de-Rochechouart.
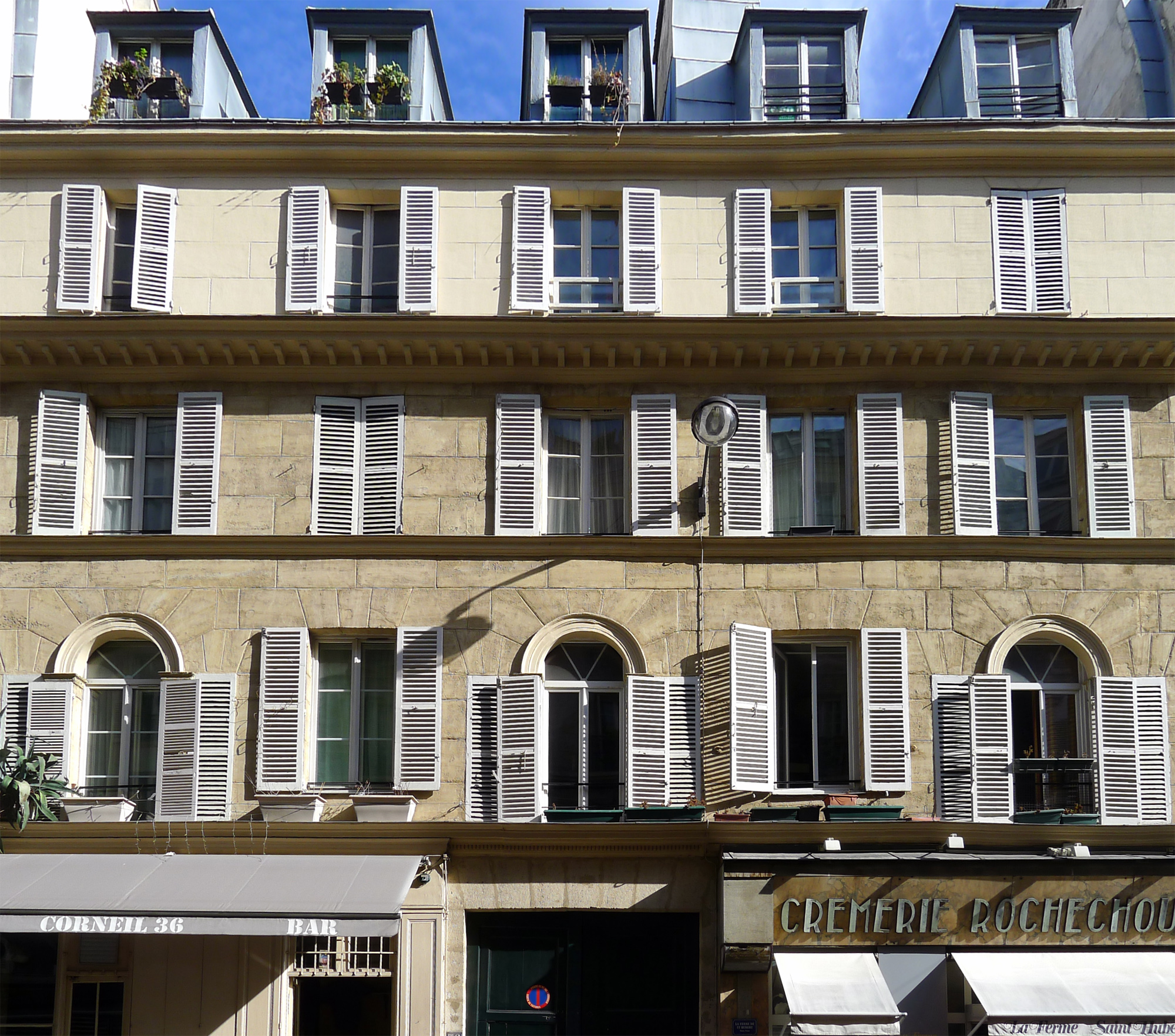
No 36 : façade de l'immeuble.
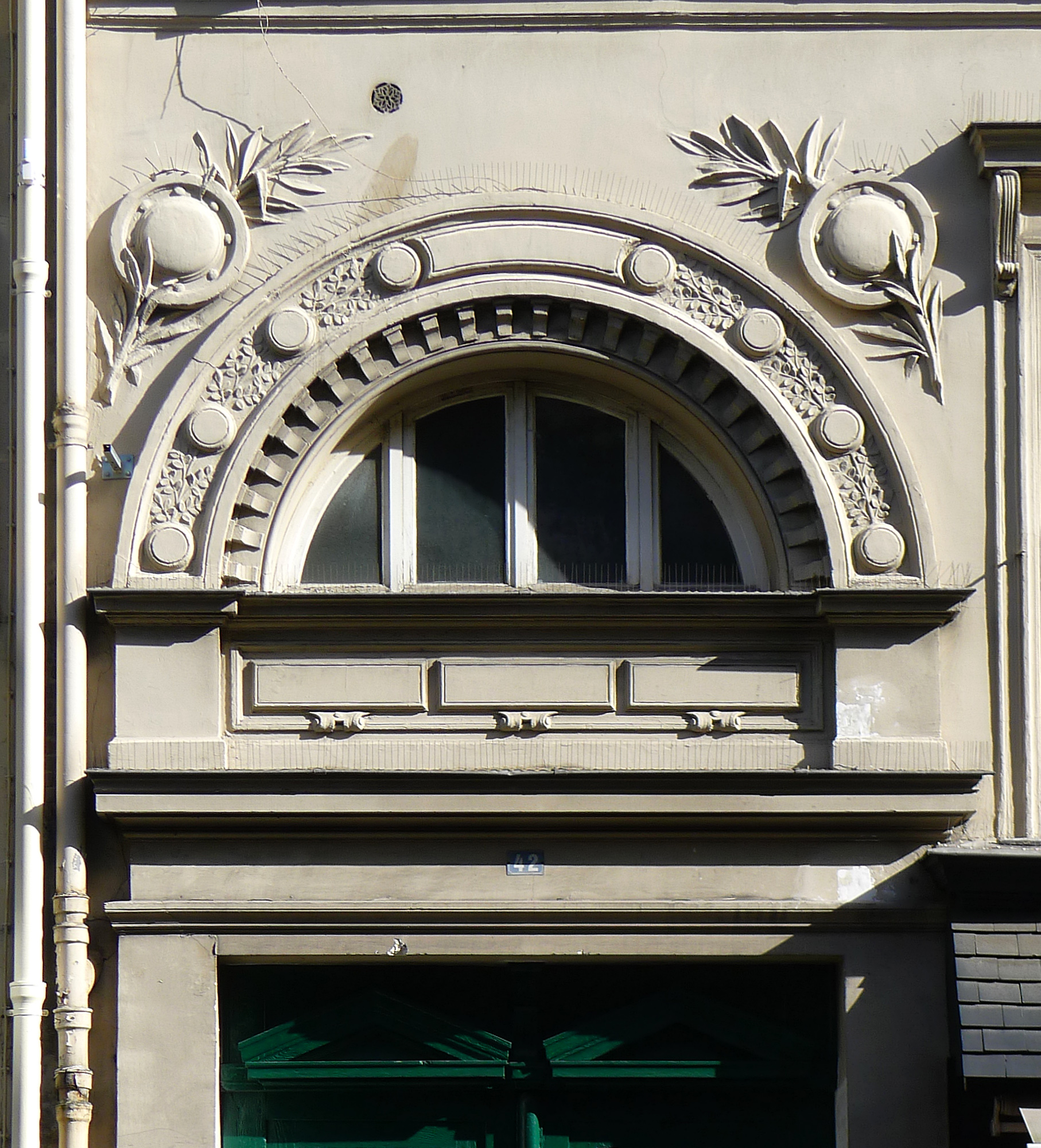
No 42 : ornements d'une fenêtre de l'entresol.
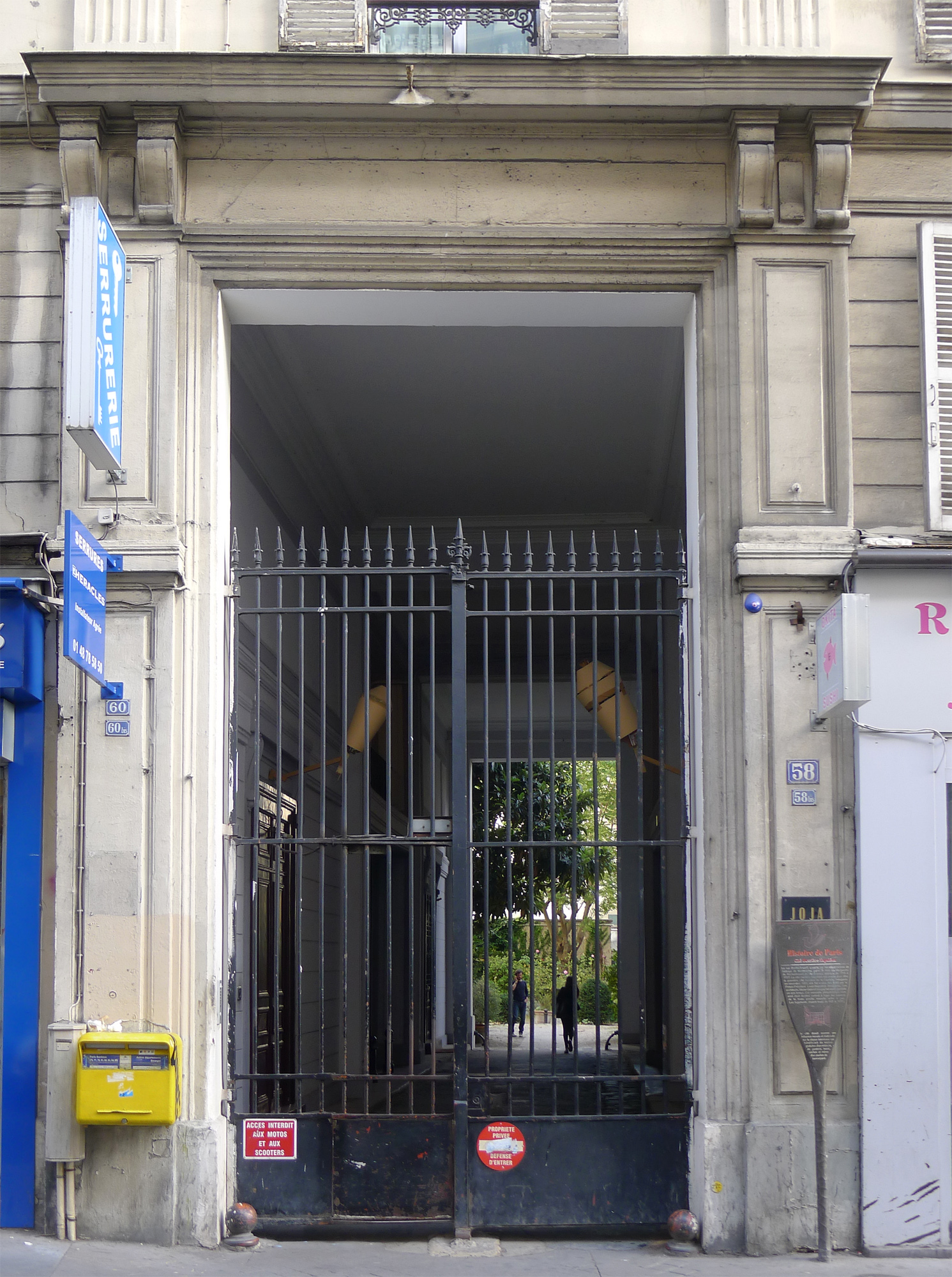
No 58 : entrée de la cité Napoléon.
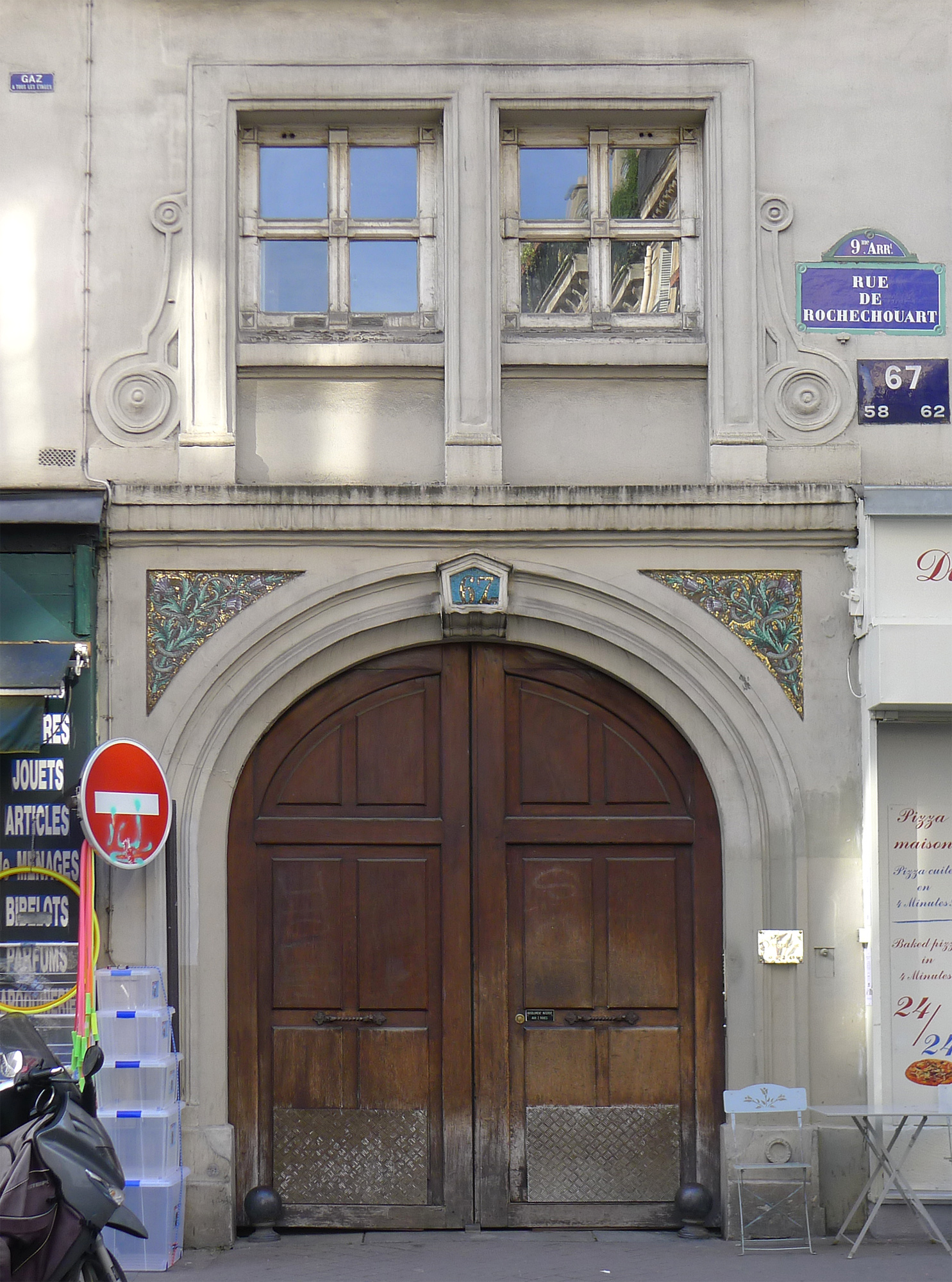
Entrée du No 67.